# Peniron
Peniron is een bestuurslaag in het regentschap Kebumen van de provincie Midden-Java, Indonesië. Peniron telt 5447 inwoners (volkstelling 2010).